# Cameraria magnisignata
Cameraria magnisignata är en fjärilsart som beskrevs av Tosio Kumata 1993. Cameraria magnisignata ingår i släktet Cameraria och familjen styltmalar. Inga underarter finns listade i Catalogue of Life.